# Otto Müller (Priester)

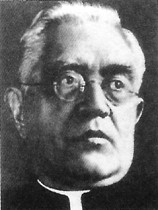
Otto Müller

Gustav Otto Müller (* 9. Dezember 1870 in Eckenhagen; † 12. Oktober 1944 in Berlin) war ein katholischer Priester und Widerstandskämpfer gegen die Nationalsozialisten.

## Leben und Wirken
Otto Müller wurde als Sohn eines Lehrers in Eckenhagen geboren und wuchs später in Essen und Mülheim an der Ruhr auf. Nach dem Abitur 1889 am Gymnasium in Mülheim an der Ruhr studierte er von 1889 bis 1894 katholische Theologie an der Rheinischen Friedrich-Wilhelms-Universität Bonn. Dort wurde er 1890 Mitglied der katholischen Studentenverbindung KDStV Novesia Bonn im CV. 1894 empfing er in Köln die Priesterweihe.
1895 erhielt der junge Geistliche seine erste Pfarrstelle in Mönchengladbach. 1896 wurde Müller bereits Direktor der Katholischen Arbeitsvereine mit über 1200 Mitgliedern. Müller gelang es 1899, die Zusammenarbeit in der Zentrale des Volksvereins für das katholische Deutschland mit Franz Hitze und Heinrich Brauns auszudehnen. Im Jahre 1900 wurde Otto Müller Generalsekretär der katholischen Arbeitervereine der Erzdiözese Köln. Im Rahmen einer Beurlaubung ab dem 7. August 1902 wurde er 1904 an der Albert-Ludwigs-Universität Freiburg in Nationalökonomie zum Dr. rer. pol. promoviert, anschließend am 1. Januar 1906 zum Diözesanpräses der Katholischen Arbeiter-Bewegung (KAB) im Erzbistum Köln und am 15. September 1918 zum Verbandspräses der westdeutschen KAB ernannt.
Bereits seit 1927 engagierte er sich zusammen mit Jakob Kaiser, Nikolaus Groß, und Josef Jakob sowie Bernhard Letterhaus im Widerstand gegen den Nationalsozialismus. Es bestanden Verbindungen zum Kreisauer Kreis um Alfred Delp. Es bildete sich der Kölner Kreis mit Otto Müller an der Spitze und dem Bestreben, sich gegen die Zerstörung der christlichen Gewerkschaften und der katholischen Arbeiter- und Gesellenvereine zur Wehr zu setzen und gleichfalls an gesellschaftlichen und politischen Neuordnungsplänen auf Grundlage der Katholischen Soziallehre zu arbeiten. Über Delp und den Berliner Rechtsanwalt Josef Wirmer hielt der Kölner Kreis schließlich auch Kontakt zur Widerstandsgruppe um Carl Friedrich Goerdeler, der in enger Zusammenarbeit mit den Verschwörern des 20. Juli 1944 die Listen der Angehörigen einer künftigen Regierung aufgestellt hatte, zu der Wirmer als Justizminister und Letterhaus als Minister für Wiederaufbau gehören sollten.
Nach dem Attentat auf Adolf Hitler am 20. Juli 1944 versteckte er sich, wie viele andere Widerstandskämpfer. Otto Müller wurde in einem Kloster in Olpe ausfindig gemacht und von der Gestapo am 18. September 1944 verhaftet und im Gefängnis Berlin-Tegel inhaftiert. Am 12. Oktober 1944 verstarb Otto Müller im Staatskrankenhaus der Polizei in Berlin.

## Ehrungen
- Päpstlicher Ehrenkämmerer (1922)

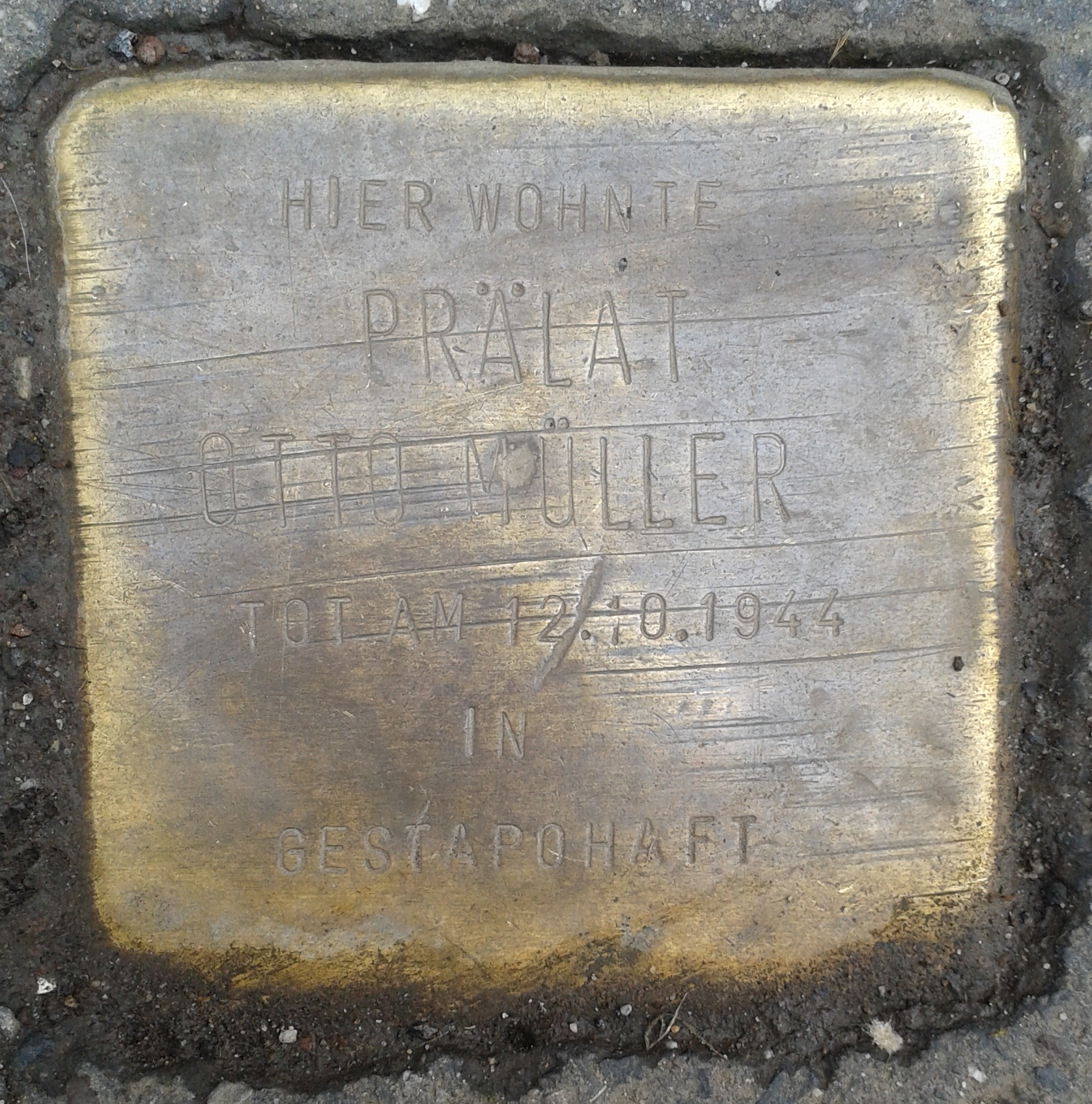
Stolperstein in Köln (Bernhard-Letterhaus-Str. 26)

- 1948 wurde in Köln der Bedburger Platz zu seinen Ehren in Prälat-Otto-Müller-Platz umbenannt. In Bonn,[2] Olpe, Leverkusen und in Mönchengladbach gibt es nach Otto Müller benannte Straßen.
- Die katholische Kirche hat Dr. Otto Müller im Jahr 1999 als Glaubenszeugen in das deutsche Martyrologium des 20. Jahrhunderts aufgenommen.
- In der Bernhard-Letterhaus-Str. 26 in Köln wurde ihm zum Gedenken vom Künstler Gunter Demnig ein Stolperstein verlegt. In unmittelbarer Nähe befindet sich der Prälat-Otto-Müller-Platz.

## Schriften
- Geschichte der christlichen Gewerkschaften Deutschlands, 1904